# エルヴィス・イズ・バック
『エルヴィス・イズ・バック』はエルヴィス・プレスリーの1960年のアルバム。

## 解説
収録曲は1960年3月20日から21日と、4月3日から4日にナッシュヴィルのRCAスタジオで録音された。
1959年11月19日ニューヨークでの記者会見でRCAビクターの幹部、ロッド・ローレンはエルヴィスは除隊後そのスタイルを変えるだろうと発表すると、翌日パーカー大佐のオフィスに抗議の電話が殺到した。
57年9月21日にエルヴィスのレコーディングのレギュラー・メンバーから脱退していたスコティ・ムーアが復帰。ビル・ブラックにも誘いがかかったが、ビル・ブラックコンボでの活動が忙しく参加できなかったため58年のレコーディングが最後のエルヴィスとの共演になった。
D.J.フォンタナとバディ・ハーマンによるダブルドラムを初めて導入した録音となり、以後68年まで多くの曲がダブルドラムで録音されている。
このダブルドラムという手法をレコーディングに導入したのはエルヴィスが最初である。
1999年にアップグレイド盤として6曲がボーナストラックとして加えられ、このセッションで録音された全18曲がまとめられた。
2011年には「歌の贈り物」とのカップリングでレガシー・エディションが発売された。
曲順がオリジナルアルバム通りの順番に並べ替えられ、その後にボーナストラックという順番になったものの、収録曲自体は「エルヴィス・イズ・バック」と「歌の贈り物」のアップグレイド・ヴァージョンを合わせたものと変わらず、未発表曲や別テイクなどは収録されていない。
復帰第一弾シングルの「本命はお前だ」は除隊後初のシングルということで予約注文だけで127万5077枚あり、この数字は当時最高記録であり最終的には200万枚以上売れた。
この曲のジャケットはエルヴィスがスタジオに入る何週間も前に印刷して用意しておく必要があり、
印刷された時点では曲目すら決まっていなかったため「Elvis Ist New Recording for His 50,000,000 Fans All Over the World」とだけ印刷されレコードのレーベルが見えるように穴があけられていた。
「今夜は一人かい？」はそれまで選曲には口出しすることのなかったパーカー大佐が自分の妻のためにエルヴィスに歌ってもらうように頼んだ曲である。
「今夜はひとりかい？」のレコーディングの際、エルヴィスは雰囲気を出すためにライトを消して収録した。その為かラストで、譜面台に頭をぶつける音が入っている。
従軍中に友人のチャーリー・ホッジの協力を得てボイストレーニングを行いエルヴィスは音域を広げ、新たに身に着けたベルカントという歌唱法を「イッツ・ナウ・オア・ネヴァー」などで披露している。
チャーリー・ホッジはメンフィスマフィア(エルヴィスの取り巻きの通称)の一員となり、エルヴィスのコンサートではギターやコーラス、水係などを担当した。
「イッツ・ナウ・オア・ネヴァー」はイタリアのカンツォーネ「オー・ソレ・ミオ」に原詩とは異なる歌詞をつけたカヴァーだが、全世界で2000万枚以上売れたという。
1960年春、ロイ・オービソンがジョー・メルソンと共に作った「Only the Lonely」をエルヴィスに歌ってもらおうとナッシュヴィルに向かう途中でグレイスランドに向かい、エルヴィスからは「一晩中待っている」と連絡があったものの、予定より大幅に遅れ到着したのは午前6時であり連絡が取れなかったためこの話は実現しなかったというエピソードがある。この後ロイ・オービソンはナッシュヴィルでエヴァリー・ブラザーズに歌ってもらおうとしたが断られ、3月25日にロイ自身で録音し全米2位の大ヒットとなっている。

## 収録曲

### A面
| Track | 録音日  | 邦題                   | 曲名                       | 作曲者                                      | 時間 |
| ----- | ------- | ---------------------- | -------------------------- | ------------------------------------------- | ---- |
| 1.    | 60/3/20 | 君の気持を教えてね     | Make Me Know It            | Otis Blackwell                              | 1:58 |
| 2.    | 60/4/3  | フィーバー             | Fever                      | John Davenport and Eddie Cooley             | 3:31 |
| 3.    | 60/4/3  | 奴の彼女に首ったけ     | The Girl of My Best Friend | Beverly Ross and Sam Bobrick                | 2:21 |
| 4.    | 60/4/3  | きっと帰ってくるからね | I Will Be Home Again       | Bennie Benjamin, Raymond Leveen, Lou Singer | 2:33 |
| 5.    | 60/4/3  | すさんだ気持           | Dirty, Dirty Feeling       | Jerry Leiber and Mike Stoller               | 1:35 |
| 6.    | 60/4/3  | 恋のスリルに比べれば   | Thrill of Your Love        | Stan Kesler                                 | 2:59 |

### B面
| Track | 録音日  | 邦題                 | 曲名                          | 作曲者                                | 時間 |
| ----- | ------- | -------------------- | ----------------------------- | ------------------------------------- | ---- |
| 1.    | 60/3/20 | 固い枕の兵隊暮らし   | Soldier Boy                   | David Jones and Theodore Williams Jr. | 3:04 |
| 2.    | 60/4/3  | サッチ・ア・ナイト   | Such a Night                  | Lincoln Chase                         | 2:58 |
| 3.    | 60/3/20 | いかすぜ,この恋      | It Feels So Right             | Fred Wise and Ben Weisman             | 2:09 |
| 4.    | 60/4/3  | 隣のあの娘           | Girl Next Door Went A'Walking | Bill Rice and Thomas Wayne            | 2:12 |
| 5.    | 60/4/3  | ライク・ア・ベイビー | Like A Baby                   | Jesse Stone                           | 2:38 |
| 6.    | 60/4/3  | 考えなおして         | Reconsider Baby               | Lowell Fulson                         | 3:39 |

### 1999年アップグレイド・ヴァージョン
| Track | 録音日  | 邦題                         | 曲名                          | 作曲者                                        | 時間 |
| ----- | ------- | ---------------------------- | ----------------------------- | --------------------------------------------- | ---- |
| 1.    | 60/3/20 | 本命はお前だ                 | Stuck on You                  | Aaron Schroeder and S. Leslie McFarland       | 2:18 |
| 2.    | 60/3/20 | 恋にいのちを                 | Fame and Fortune              | Fred Wise and Ben Weisman                     | 2:29 |
| 3.    | 60/3/20 | 君の気持を教えてね           | Make Me Know It               | Otis Blackwell                                | 1:58 |
| 4.    | 60/4/3  | フィーバー                   | Fever                         | John Davenport and Eddie Cooley               | 3:31 |
| 5.    | 60/4/3  | 奴の彼女に首ったけ           | The Girl of My Best Friend    | Beverly Ross and Sam Bobrick                  | 2:21 |
| 6.    | 60/4/3  | きっと帰ってくるからね       | I Will Be Home Again          | Bennie Benjamin, Raymond Leveen, Lou Singer   | 2:33 |
| 7.    | 60/4/3  | すさんだ気持                 | Dirty, Dirty Feeling          | Jerry Leiber and Mike Stoller                 | 1:35 |
| 8.    | 60/4/3  | 恋のスリルに比べれば         | Thrill of Your Love           | Stan Kesler                                   | 2:59 |
| 9.    | 60/3/20 | 固い枕の兵隊暮らし           | Soldier Boy                   | David Jones and Theodore Williams Jr.         | 3:04 |
| 10.   | 60/4/3  | サッチ・ア・ナイト           | Such a Night                  | Lincoln Chase                                 | 2:58 |
| 11.   | 60/3/20 | いかすぜ,この恋              | It Feels So Right             | Fred Wise and Ben Weisman                     | 2:09 |
| 12.   | 60/4/3  | 隣のあの娘                   | Girl Next Door Went A'Walking | Bill Rice and Thomas Wayne                    | 2:12 |
| 13.   | 60/4/3  | ライク・ア・ベイビー         | Like A Baby                   | Jesse Stone                                   | 2:38 |
| 14.   | 60/4/3  | 考えなおして                 | Reconsider Baby               | Lowell Fulson                                 | 3:39 |
| 15.   | 60/4/3  | 今夜はひとりかい?            | Are You Lonesome Tonight?     | Lou Handman and Roy Turk                      | 3:05 |
| 16.   | 60/4/3  | アイ・ガッタ・ノウ           | I Gotta Know                  | Paul Evans and Matt Williams                  | 2:15 |
| 17.   | 60/3/20 | メス・オブ・ブルース         | A Mess of Blues               | Doc Pomus and Mort Shuman                     | 2:39 |
| 18.   | 60/4/3  | イッツ・ナウ・オア・ネヴァー | It's Now or Never             | Eduardo di Capua, Aaron Schroeder, Wally Gold | 3:14 |

## 参加ミュージシャン
- エルヴィス・プレスリー - Elvis Presley - ヴォーカル、ギター
- スコティ・ムーア - Scotty Moore - ギター
- ハンク・ガーランド - Hank Garland - ギター、ベース
- フロイド・クレイマー - Floyd Cramer - ピアノ
- ボブ・ムーア - Bob Moore - ベース
- D.J.フォンタナ - D. J. Fontana - ドラム
- バディ・ハーマン - Buddy Harman - ドラム
- ザ・ジョーダネアーズ - The Jordanaires - バッキングヴォーカル
- ブーツ・ランドルフ - Boots Randolph - サクソフォーン
- チャーリー・ホッジ - Charlie Hodge - ギター、ヴォーカル (on "I Will Be Home Again")